# Mordellistena bicoloripilosa
Mordellistena bicoloripilosa är en skalbaggsart som beskrevs av Karl Friedrich Ermisch 1967. Mordellistena bicoloripilosa ingår i släktet Mordellistena, och familjen tornbaggar. Arten är reproducerande i Sverige.